# Liga Uruguaya de Básquetbol 2019-20
La Liga Uruguaya de Básquetbol de 2019-20 fue la XVII edición de la competencia de más alta categoría entre clubes de básquet de Uruguay organizada por la FUBB. Es una liga especial ya que es la liga más larga de la historia, iniciando en octubre de 2019 y finalizando en febrero de 2021. Aguada y Trouville fueron los equipos que disputaron la final.

## Equipos participantes

### Ascensos y descensos
| Club    | Ascendido por |
| ------- | ------------- |
| Atenas  |               |
| Sayago  |               |
| Capitol |               |

| Club         | Descendido por               |
| ------------ | ---------------------------- |
| Bohemios     | 13.º Torneo Clasificatorio   |
| Larre Borges | 4.º Liguilla por permanencia |
| Welcome      | -                            |

### Información de equipos
Notas:  La columna "estadio" refleja el estadio dónde el equipo más veces oficia de local en sus partidos, pero no indica que el equipo en cuestión sea propietario del mismo.
| Equipo                | Ciudad     |                                   | Capacidad | Fundación                | Temporadas | Ligas | Subtítulos | 2018-19          |
| --------------------- | ---------- | --------------------------------- | --------- | ------------------------ | ---------- | ----- | ---------- | ---------------- |
| Atenas                | Montevideo | Estadio Antonio María Borderes    | 1.565     | 11 de agosto de 1918     | 9          | 0     | 0          | Ascenso          |
| Aguada                | Montevideo | Estadio Aguada                    | 1,635     | 28 de febrero de 1922    | 15         | 1     | 3          | Final            |
| Biguá                 | Montevideo | Estadio Biguá de Villa Biarritz   | 1,200     | 14 de abril de 1931      | 15         | 2     | 2          | Permanencia      |
| Defensor Sporting     | Montevideo | Estadio Óscar Magurno             | 800       | 14 de septiembre de 1910 | 16         | 2     | 4          | Semifinales      |
| Hebraica y Macabi     | Montevideo | Estadio Tabaré                    | 1,100     | 25 de mayo de 1939       | 12         | 3     | 1          | Cuartos de final |
| Goes                  | Montevideo | ''Estadio Plaza de las Misiones'' | 1,800     | 10 de abril de 1934      | 8          | 0     | 0          | Cuartos de final |
| Sayago                | Montevideo | Gimnasio Roberto Moro             | 660       | 15 de noviembre de 1923  | 11         | 0     | 0          | Ascenso          |
| Malvín                | Montevideo | ''Gimnasio Juan Francisco Canil'' | 900       | 28 de enero de 1938      | 15         | 5     | 3          | Campeón          |
| Nacional              | Montevideo | Estadio Unión Atlética            | 750       | 14 de mayo de 1899       | 4          | 0     | 0          | Semifinales      |
| Olimpia               | Montevideo | ''Estadio Albérico J. Passadore'' | 500       | 17 de septiembre de 1918 | 15         | 0     | 0          | Permanencia      |
| Trouville             | Montevideo | Estadio Club Trouville            | 780       | 1 de abril de 1922       | 16         | 1     | 1          | Permanencia      |
| Urunday Universitario | Montevideo | Estadio Urunday Universitario     | 700       | 16 de agosto de 1931     | 4          | 0     | 0          | Cuartos de final |
| Capitol               | Montevideo | Gimnasio Carlos Garbuyo           | 480       | 19 de abril de 1934      | 0          | 0     | 0          | Ascenso          |

## Modo de disputa
La Liga Uruguaya está dividida en cinco etapas, torneo apertura y clausura, liguilla, ronda de permanencia y play-offs.

#### Torneo Apertura
Ronda de 13 equipos mediante el régimen de "todos contra todos", cuyas localías serán determinadas por sorteo. El ganador del Apertura disputará, con el ganador del Clausura, el cupo "Uruguay 2"  de la Liga Sudamericana.

#### Torneo Clausura
Ronda de 13 equipos mediando el régimen de "todos contra todos", cuyas localías serán las opuestas a las del Torneo Apertura. El ganador del Clasuura disputará, con el ganador del Apertura, el cupo "Uruguay 2"  de la Liga Sudamericana.

#### Liguilla
Ronda con los seis mejores clasificados de la Tabla General (Apertura + Clausura), donde jugarán mediante el régimen de "todos con todos". Las posiciones finales determinarán el orden de las llaves de la eliminatoria.

#### Ronda de permanencia y reclasificación
Ronda con los equipos posicionados entre la 7.ª y 12.ª posición de la Tabla General, donde jugarán mediante el régimen de "todos con todos". La 7.ª y 8.ª posición tras esta ronda clasificarán al play-off. La 12.ª posición desciende.

#### Play-off
Los play-offs de la Liga comienzan en cuartos de final. Se enfrentan al mejor de cinco partidos los dos clasificados del reclasificatorio y los seis equipos de la liguilla. Los ganadores de las llaves avanzan a las semifinales, nuevamente al mejor de cinco partidos, los ganadores avanzan a la final, la cual se disputa al mejor de siete partidos.

## Torneo Apertura

### Partidos
| Local\Visitante       | AGU    | ATE    | BIG   | CAP   | DEF    | GOE     | HEB    | MAL   | NAC     | OLI   | SAY    | TRO   | URU    |
| --------------------- | ------ | ------ | ----- | ----- | ------ | ------- | ------ | ----- | ------- | ----- | ------ | ----- | ------ |
| Aguada                |        |        | 92-74 |       |        | 103-97  | 102-89 |       |         |       | 0-20   | 75-76 | 87-81  |
| Atenas                | 86-110 |        |       | 92-83 | 95-117 |         |        |       | 105-108 | 75-88 | 89-77  |       |        |
| Biguá                 |        | 84-82  |       | 92-84 | 88-90  |         |        | 78-74 | 65-75   | 78-86 |        |       |        |
| Capitol               | 59-85  |        |       |       | 69-79  |         |        |       | 81-77   | 73-87 | 91-87  | 88-82 |        |
| Defensor              | 20-0   |        |       |       |        | 112-107 |        |       | 79-68   | 88-83 | 96-77  | 82-86 |        |
| Goes                  |        | 99-89  | 78-72 | 99-82 |        |         | 69-77  | 80-78 |         |       |        |       | 81-70  |
| Hebraica y Macabi     |        | 20-0   | 94-78 | 97-80 | 95-90  |         |        | 83-73 | 74-76   |       |        |       |        |
| Malvín                | 62-90  | 88-83  |       | 80-72 | 72-70  |         |        |       | 91-86   | 73-72 |        |       |        |
| Nacional              | 99-86  |        |       |       |        | 76-69   |        |       |         | 82-77 | 106-72 | 85-90 | 69-77  |
| Olimpia               | 88-77  |        |       |       |        | 81-76   | 84-72  |       |         |       | 89-70  | 97-93 | 79-90  |
| Sayago                |        |        | 67-82 |       |        | 79-100  | 81-90  | 69-82 |         |       |        | 60-80 | 73-95  |
| Trouville             |        | 94-84  | 80-73 |       |        | 97-75   | 81-79  | 72-73 |         |       |        |       | 100-92 |
| Urunday Universitario |        | 113-92 | 71-72 | 99-74 | 92-76  |         | 110-72 | 81-75 |         |       |        |       |        |

### Posiciones
| Pos. | Club                  | J  | V | D  | P+   | P-   | Dif. | Pts. |
| ---- | --------------------- | -- | - | -- | ---- | ---- | ---- | ---- |
| 1    | Trouville             | 12 | 9 | 3  | 1039 | 963  | +76  | 21   |
| 2    | Urunday Universitario | 12 | 8 | 4  | 1071 | 950  | +121 | 20   |
| 3    | Defensor Sporting     | 12 | 8 | 4  | 999  | 932  | +67  | 20   |
| 4    | Olimpia               | 12 | 8 | 4  | 1011 | 947  | +64  | 20   |
| 5    | Hebraica y Macabi     | 12 | 7 | 5  | 922  | 924  | -2   | 19   |
| 6    | Nacional              | 12 | 7 | 5  | 1007 | 966  | +41  | 19   |
| 7    | Malvín                | 12 | 7 | 5  | 921  | 936  | -15  | 19   |
| 8    | Goes                  | 12 | 6 | 6  | 1030 | 1016 | +14  | 18   |
| 9    | Biguá                 | 12 | 5 | 7  | 936  | 973  | -37  | 17   |
| 10   | Aguada                | 12 | 7 | 5  | 907  | 851  | +56  | 15   |
| 11   | Capitol               | 12 | 3 | 9  | 936  | 1056 | -120 | 15   |
| 12   | Atenas                | 12 | 2 | 9  | 972  | 1061 | -89  | 13   |
| 13   | Sayago                | 12 | 1 | 11 | 832  | 1008 | -176 | 10   |

|  | Disputará clasificación a Liga Sudamericana. |

## Torneo Clausura

### Partidos
| Local\Visitante       | AGU     | ATE  | BIG   | CAP   | DEF   | GOE   | HEB    | MAL    | NAC   | OLI   | SAY   | TRO   | URU    |
| --------------------- | ------- | ---- | ----- | ----- | ----- | ----- | ------ | ------ | ----- | ----- | ----- | ----- | ------ |
| Aguada                |         | 20-0 |       | 97-74 | 95-78 |       |        | 56-61  | 87-67 | 96-91 |       |       |        |
| Atenas                |         |      | 0-20  |       |       | 0-20  | 0-20   | 0-20   |       |       |       | 0-20  | 0-20   |
| Biguá                 | 69-83   |      |       |       |       | 89-79 | 88-95  |        |       |       | 93-88 | 82-87 | 100-92 |
| Capitol               |         | 20-0 | 82-91 |       |       | 77-66 | 87-100 | 67-75  |       |       |       |       | 77-84  |
| Defensor              |         | 20-0 | 99-98 | 80-85 |       |       | 88-89  | 84-104 |       |       |       |       | 97-80  |
| Goes                  | 77-73   |      |       |       | 79-92 |       |        |        | 86-85 | 80-95 | 92-89 | 96-79 |        |
| Hebraica y Macabi     | 89-86   |      |       |       |       | 98-78 |        |        |       | 80-88 | 84-89 | 90-99 | 93-85  |
| Malvín                |         |      | 94-78 |       |       | 77-71 | 99-73  |        |       |       | 92-69 | 86-83 | 82-71  |
| Nacional              |         | 20-0 | 91-84 | 83-71 | 86-73 |       | 92-74  | 98-88  |       |       |       |       |        |
| Olimpia               |         | 20-0 | 78-73 | 83-70 | 96-87 |       |        | 79-80  | 75-74 |       |       |       |        |
| Sayago                | 92-88   | 20-0 |       | 72-86 | 78-74 |       |        |        | 79-62 | 82-89 |       |       |        |
| Trouville             | 107-108 |      |       | 89-66 | 66-85 |       |        |        | 86-89 | 89-65 | 88-82 |       |        |
| Urunday Universitario | 86-76   |      |       |       |       | 89-91 |        |        | 72-74 | 73-78 | 97-92 | 78-73 |        |

### Posiciones
| Pos. | Club                  | J  | V  | D | P+   | P-   | Dif. | Pts. |
| ---- | --------------------- | -- | -- | - | ---- | ---- | ---- | ---- |
| 1    | Malvín                | 12 | 11 | 1 | 938  | 829  | +109 | 23   |
| 2    | Olimpia               | 12 | 9  | 3 | 917  | 884  | +33  | 21   |
| 3    | Nacional              | 12 | 8  | 4 | 901  | 875  | +26  | 20   |
| 4    | Hebraica y Macabi     | 12 | 7  | 5 | 965  | 979  | -14  | 19   |
| 5    | Aguada                | 12 | 7  | 5 | 945  | 891  | +54  | 19   |
| 6    | Defensor Sporting     | 13 | 6  | 7 | 1017 | 1034 | -17  | 19   |
| 7    | Goes                  | 12 | 6  | 6 | 895  | 943  | -48  | 18   |
| 8    | Urunday Universitario | 13 | 5  | 8 | 985  | 1013 | -28  | 18   |
| 9    | Trouville             | 12 | 6  | 6 | 946  | 927  | +19  | 18   |
| 10   | Biguá                 | 12 | 5  | 7 | 945  | 968  | -23  | 17   |
| 11   | Sayago                | 12 | 5  | 7 | 912  | 945  | -33  | 17   |
| 12   | Capitol               | 12 | 4  | 8 | 842  | 920  | -78  | 16   |
| 13   | Atenas                | 12 | 0  | 0 | 0    | 0    | 0    | 0    |

|  | Disputará clasificación a Liga Sudamericana. |

## Clasificación a la Liga Sudamericana
| 6 de marzo de 2020, 20:10 (UTC-3) | Malvin                                                | 105–110              | Trouville                                | Montevideo                    |  |
|                                   | Parciales: 13–20, 40–50, 68–65, 93–93 (T.E.: 105–110) |                      |                                          |                               |  |
|                                   | Estadísticas Johnson 28 Wachsmann 9 Santiso 8         | Reporte Pts Reb Asts | Estadísticas 27 Oglivie 12 Shaw 5 Mayora | Pabellón: Campus de Maldonado |  |

## Tabla General
Hubo desempate entre Defensor Sporting y Urunday Universitario para definir quien clasificaba a la liguilla, con victoria del fusionado por 80-72, en cancha de Larre Borges.
| Pos. | Club                  | J  | V  | D  | P+   | P-   | Dif. | Pts. | Clasificación |
| ---- | --------------------- | -- | -- | -- | ---- | ---- | ---- | ---- | ------------- |
| 1    | Malvín                | 24 | 18 | 6  | 1879 | 1765 | +115 | 42   | Liguilla      |
| 2    | Olimpia               | 24 | 17 | 7  | 1948 | 1861 | +87  | 41   | Liguilla      |
| 3    | Trouville             | 24 | 15 | 9  | 2005 | 1890 | +115 | 20   | Liguilla      |
| 4    | Nacional              | 24 | 15 | 9  | 1928 | 1841 | +87  | 39   | Liguilla      |
| 5    | Hebraica y Macabi     | 24 | 14 | 10 | 1927 | 1903 | +24  | 38   | Liguilla      |
| 6    | Defensor Sporting     | 24 | 13 | 11 | 1956 | 1888 | +68  | 37   | Liguilla      |
| 7    | Urunday Universitario | 24 | 13 | 11 | 1998 | 1883 | +115 | 37   | Permanencia   |
| 8    | Goes                  | 24 | 12 | 12 | 1945 | 1959 | -14  | 36   | Permanencia   |
| 9    | Aguada                | 24 | 14 | 10 | 1872 | 1742 | +130 | 34   | Permanencia   |
| 10   | Biguá                 | 24 | 10 | 14 | 1901 | 1941 | -40  | 34   | Permanencia   |
| 11   | Capitol               | 24 | 7  | 17 | 1798 | 1976 | -178 | 31   | Permanencia   |
| 12   | Sayago                | 24 | 6  | 18 | 1764 | 1953 | -189 | 27   | Permanencia   |
| 13   | Atenas                | 24 | 2  | 9  | 972  | 1321 | -349 | 0    | Descenso      |

## Liguilla

### Partidos
| Local\Visitante   | DEF   | HEB    | MAL   | NAC | OLI     | TRO   |
| ----------------- | ----- | ------ | ----- | --- | ------- | ----- |
| Defensor          |       |        |       |     |         | 93-74 |
| Hebraica y Macabi | 68-66 |        |       |     |         |       |
| Malvín            | 91-72 | 99-80  |       |     | 84-69   | 99-83 |
| Nacional          | 86-77 | 102-88 | 98-81 |     | 102-105 |       |
| Olimpia           | 75-72 | 94-82  |       |     |         |       |
| Trouville         |       | 89-76  |       |     | 83-84   |       |

### Posiciones
| Pos. | Club              | J | V | D | P+  | P-  | Dif. | Pts. |
| ---- | ----------------- | - | - | - | --- | --- | ---- | ---- |
| 1    | Malvín            | 5 | 4 | 1 | 454 | 402 | +52  | 9    |
| 2    | Olimpia           | 5 | 4 | 1 | 427 | 424 | +3   | 9    |
| 3    | Nacional          | 5 | 3 | 2 | 449 | 424 | +25  | 8    |
| 4    | Trouville         | 5 | 2 | 3 | 402 | 413 | -13  | 7    |
| 5    | Defensor          | 5 | 1 | 4 | 381 | 394 | -13  | 6    |
| 6    | Hebraica y Macabi | 5 | 1 | 4 | 394 | 450 | -56  | 6    |

- Datos actualizados al 31 de octubre de 2020

## Permanencia y reclasificación
Torneo suspendido por la pandemia de Covid-19. La 5ta, y última, fecha fue cancelada.

### Partidos
| Local\Visitante       | AGU   | BIG | CAP   | GOE   | SAY    | URU   |
| --------------------- | ----- | --- | ----- | ----- | ------ | ----- |
| Aguada                |       |     | 99-69 | 94-81 |        |       |
| Biguá                 |       |     | 81-85 | 88-67 | 97-71  | 79-84 |
| Capitol               |       |     |       |       |        |       |
| Goes                  |       |     | 72-74 |       | 109-65 |       |
| Sayago                | 98-91 |     |       |       |        |       |
| Urunday Universitario | 84-91 |     | 97-87 |       | 94-78  |       |

### Posiciones
| Pos. | Club                  | J | V | D | P+  | P-  | Dif. | Pts. | Clasificación |
| ---- | --------------------- | - | - | - | --- | --- | ---- | ---- | ------------- |
| 7    | Aguada                | 4 | 3 | 1 | 375 | 332 | +43  | 7    | Play-offs     |
| 8    | Urunday Universitario | 4 | 3 | 1 | 359 | 335 | +24  | 7    | Play-offs     |
| 9    | Biguá                 | 4 | 2 | 2 | 345 | 307 | +38  | 6    |               |
| 10   | Capitol               | 4 | 2 | 2 | 349 | 315 | +34  | 6    |               |
| 11   | Goes                  | 4 | 1 | 3 | 329 | 321 | +8   | 5    |               |
| 12   | Sayago                | 4 | 1 | 3 | 312 | 391 | -79  | 5    | Descenso      |

## Play-offs
|  | noviembre - noviembre | noviembre - noviembre | noviembre - noviembre |           |   | diciembre - enero     | diciembre - enero | diciembre - enero |  |   |           |   |  |  |
|  |                       |                       |                       |           |   |                       |                   |                   |  |   |           |   |  |  |
|  |                       |                       |                       |           |   |                       |                   |                   |  |   |           |   |  |  |
|  | 1                     | Malvín                | 0                     |           |   |                       |                   |                   |  |   |           |   |  |  |
|  | 1                     | Malvín                | 0                     |           |   |                       |                   |                   |  |   |           |   |  |  |
|  | 8                     | Urunday Universitario | 3                     |           |   |                       |                   |                   |  |   |           |   |  |  |
|  | 8                     | Urunday Universitario | 3                     |           | 8 | Urunday Universitario | 1                 |                   |  |   |           |   |  |  |
|  |                       |                       |                       |           | 8 | Urunday Universitario | 1                 |                   |  |   |           |   |  |  |
|  |                       |                       | 4                     | Trouville | 3 |                       |                   |                   |  |   |           |   |  |  |
|  | 4                     | Trouville             | 4                     | Trouville | 3 | 3                     |                   |                   |  |   |           |   |  |  |
|  | 4                     | Trouville             |                       |           |   |                       |                   |                   |  |   |           |   |  |  |
|  | 5                     | Hebraica y Macabi     | 1                     |           |   |                       |                   |                   |  |   |           |   |  |  |
|  | 5                     | Hebraica y Macabi     | 1                     |           |   |                       |                   |                   |  | 4 | Trouville | 1 |  |  |
|  |                       |                       |                       |           |   |                       |                   |                   |  | 4 | Trouville | 1 |  |  |
|  |                       |                       | 7                     | Aguada    | 3 |                       |                   |                   |  |   |           |   |  |  |
|  | 3                     | Nacional              | 7                     | Aguada    | 3 | 3                     |                   |                   |  |   |           |   |  |  |
|  | 3                     | Nacional              |                       |           |   |                       |                   |                   |  |   |           |   |  |  |
|  | 6                     | Defensor Sporting     | 2                     |           |   |                       |                   |                   |  |   |           |   |  |  |
|  | 6                     | Defensor Sporting     | 2                     |           | 3 | Nacional              | 2                 |                   |  |   |           |   |  |  |
|  |                       |                       |                       |           | 3 | Nacional              | 2                 |                   |  |   |           |   |  |  |
|  |                       |                       | 7                     | Aguada    | 3 |                       |                   |                   |  |   |           |   |  |  |
|  | 2                     | Olimpia               | 7                     | Aguada    | 3 | 1                     |                   |                   |  |   |           |   |  |  |
|  | 2                     | Olimpia               |                       |           |   |                       |                   |                   |  |   |           |   |  |  |
|  | 7                     | Aguada                | 3                     |           |   |                       |                   |                   |  |   |           |   |  |  |
|  | 7                     | Aguada                | 3                     |           |   |                       |                   |                   |  |   |           |   |  |  |
|  |                       |                       |                       |           |   |                       |                   |                   |  |   |           |   |  |  |

### Cuartos de final
| Equipo 1  | Serie | Equipo 2              | 1.º Juego | 2.º Juego | 3.º Juego | 4.º Juego | 5.º Juego |
| --------- | ----- | --------------------- | --------- | --------- | --------- | --------- | --------- |
| Malvín    | 0–3   | Urunday Universitario | 77 - 86   | 68 - 93   | 62 - 63   | -         | -         |
| Trouville | 3–1   | Hebraica y Macabi     | 93 - 72   | 69 - 64   | 68 - 81   | 81 - 66   | -         |
| Nacional  | 3–2   | Defensor Sporting     | 97 - 91   | 80 - 67   | 67 - 68   | 66 - 83   | 77 - 66   |
| Olimpia   | 1–3   | Aguada                | 84 - 90   | 83 - 88   | 83 - 66   | 85 - 99   | -         |

### Semifinales
| Equipo 1              | Serie | Equipo 2  | 1.º Juego | 2.º Juego | 3.º Juego | 4.º Juego | 5.º Juego |
| --------------------- | ----- | --------- | --------- | --------- | --------- | --------- | --------- |
| Urunday Universitario | 1–3   | Trouville | 86 - 72   | 90 - 99   | 74 - 88   | 59 - 75   | -         |
| Nacional              | 2–3   | Aguada    | 97 - 91   | 0 - 20    | 74 - 95   | 85 - 72   | 74 - 92   |

### Finales
| Equipo 1  | Serie | Equipo 2 | 1.º Juego | 2.º Juego | 3.º Juego | 4.º Juego | 5.º Juego |
| --------- | ----- | -------- | --------- | --------- | --------- | --------- | --------- |
| Trouville | 1-3   | Aguada   | 72 - 91   | 94 - 96   | 87 - 78   | 84 - 90   | -         |